# Trzebin (województwo wielkopolskie)
Trzebin – wieś w Polsce położona w województwie wielkopolskim, w powiecie pleszewskim, w gminie Dobrzyca.
W latach 1975–1998 miejscowość położona była w województwie kaliskim. W tej wsi znajduje się zabytkowy dworek z 1892 roku w trakcie renowacji. Użytkowany jest jako sala wiejska.

## Galeria

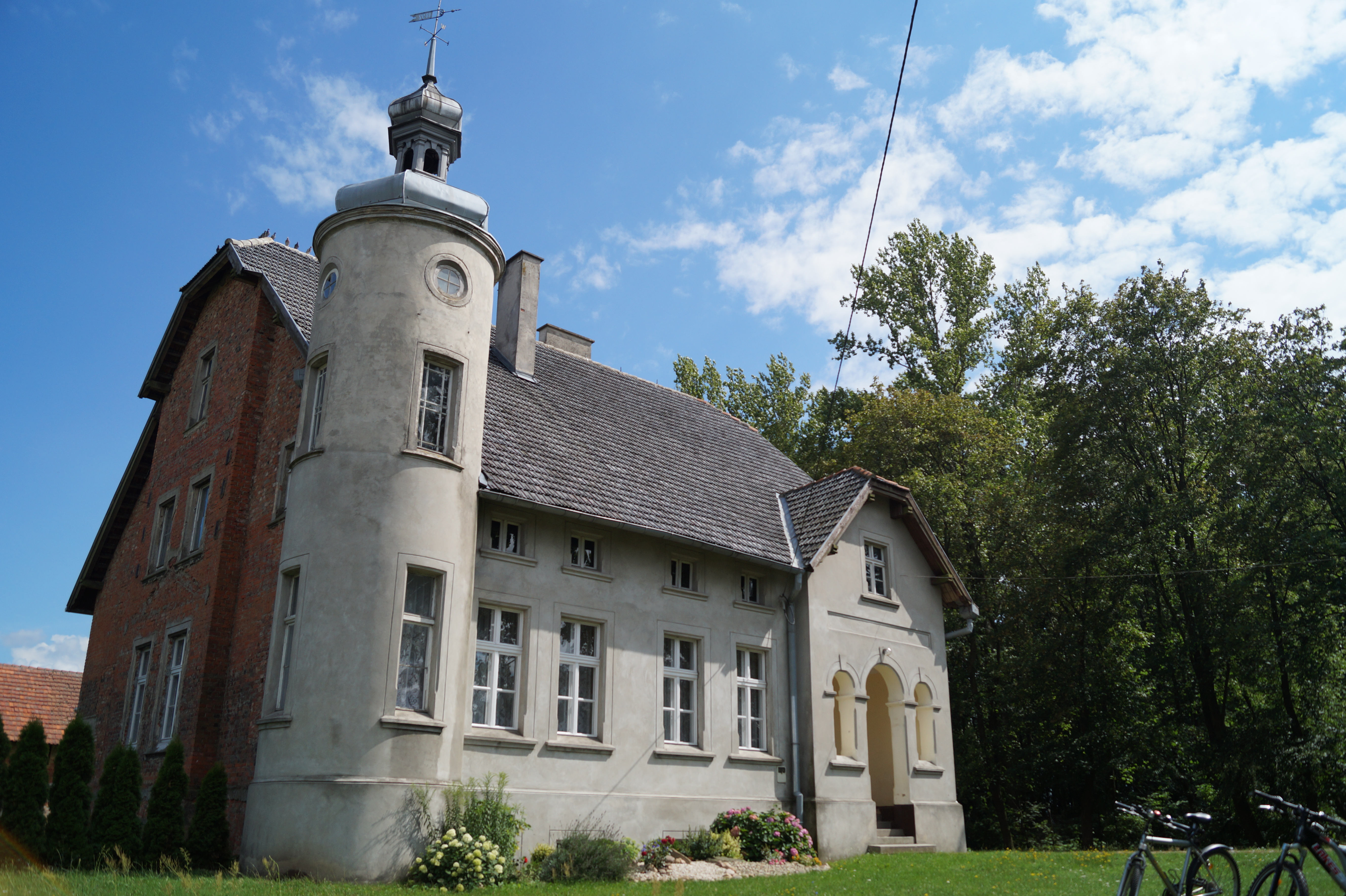
Zabytkowy dworek z 1892 r.
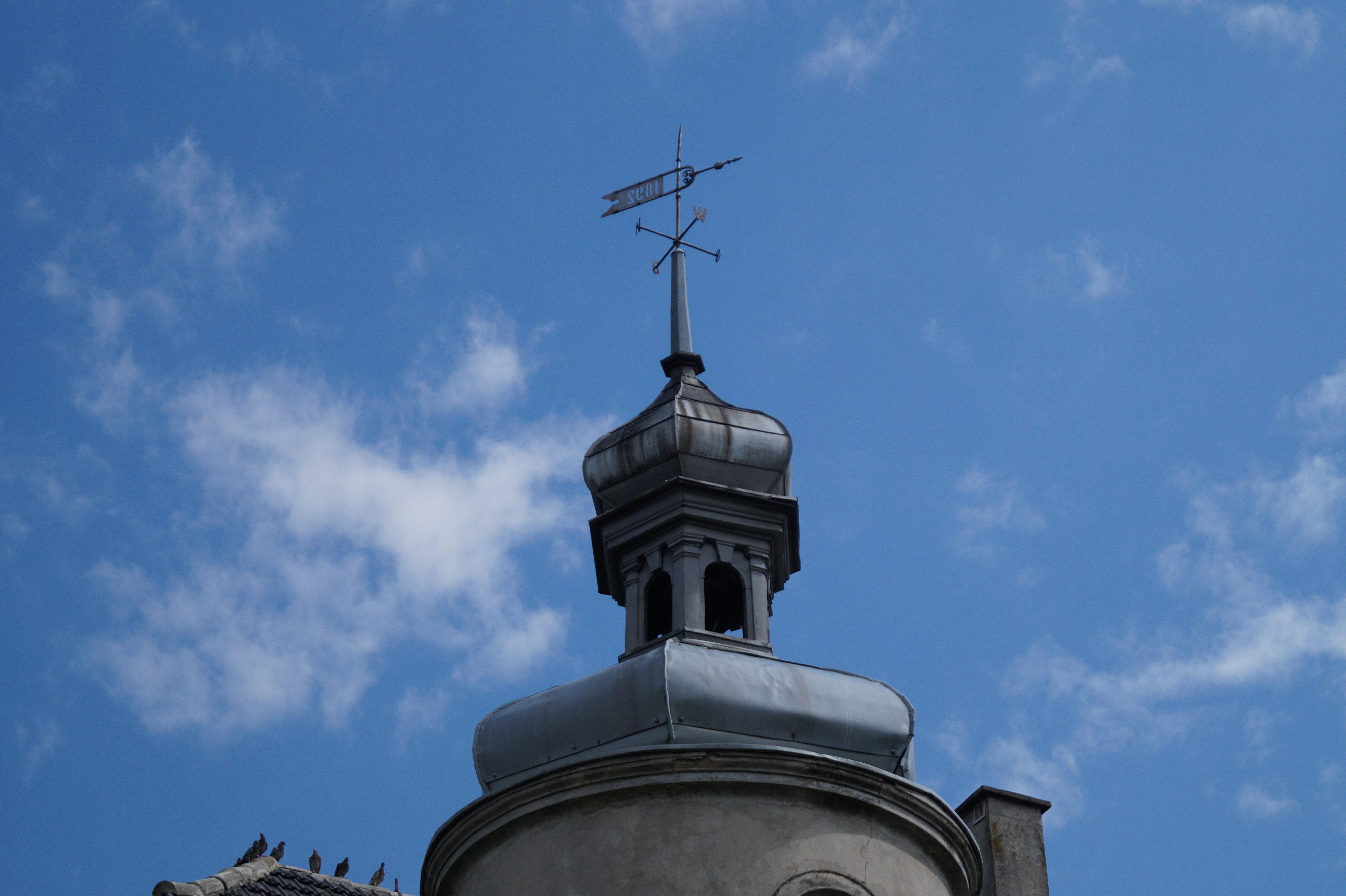
Szczyt wieży